# Partia Pokoju i Demokracji
Partia Pokoju i Demokracji (tur. Barış ve Demokrasi Partisi, BDP; kurd. Partiya Aştî û Demokrasiyê) – pro-kurdyjska partia polityczna działająca na terenie Turcji w latach 2008-2014.

## Historia
BDP powstała na bazie Partii Społeczeństwa Demokratycznego (DTP) w 2008, po jej zakazaniu ze względu na jej domniemane powiązania z Partią Pracujących Kurdystanu (PKK). BDP współprzewodniczyli Selahattin Demirtaş i Gültan Kışanak. Jedną trzecią jej przedstawicieli stanowili Alewici.
Wiceprzewodniczącymi BDP byli Pervin Buldan i İdris Baluken. W wyborach parlamentarnych w 2011 partia poparła Blok Pracy, Demokracji i Wolności, który uzyskał wprowadził do Wielkiego Zgromadzenia Narodowego Turcji 35 parlamentarzystów i parlamentarzystek.
Po wyborach samorządowych 30 marca 2014 Berivan Elif Kilic została współburmistrzem Kocaköy, 17-tysięcznego miasta rolniczego w tureckim regionie kurdyjskim. Kilic dzieliła stanowisko burmistrza ze swoim kolegą, Affullah Karem, byłym imamem. Zgodnie z zasadami partii BDP wszystkie najwyższe stanowiska były dzielone między mężczyznę i kobietę, w celu promowania udziału kobiet w polityce.

### Ludowa Partia Demokratyczna
Socjalistyczno-demokratyczna Ludowa Partia Demokratyczna (HDP) działała jako organizacja braterska wobec BDP. W wyborach samorządowych w 2014 HDP startowała równolegle z BDP, przy czym ta druga wystawiła listy wyborcze na południowo-wschodnich terenach Turcji, zamieszkanych głównie przez Kurdów, podczas gdy HDP rywalizowała w pozostałej części kraju, z wyjątkiem prowincji Mersin i Konya, gdzie BDP wystawiła własnych kandydatów.
Po wyborach samorządowych obie partie zostały zreorganizowane we wspólnej strukturze. W dniu 28 kwietnia 2014 cały klub parlamentarny BDP przystąpił do HDP, wyłącznie przedstawiciele samorządu terytorialnego pozostali oficjalnie w BDP. Na III zjeździe partii BDP w dniu 11 lipca 2014, zmieniono nazwę na Partia Regionów Demokratycznych (DBP) i przyjęto nową strukturę ograniczającą działalność do szczebla samorządowego.

### Aresztowana
BDP poinformowało, że od kwietnia 2009 do października 2011 internowano 7748 członków partii, a 3895 zostało aresztowanych.

## Ideologia
BDP w swojej deklaracji określało się jako organizacja reprezentująca „walkę wszystkich warstw społecznych, niezależnie od pochodzenia etnicznego, klasowego i płciowego, które żyją z pracy, w tym kobiet, młodzieży i różnych grup wierzeń”. Partia wspierała członkostwo Turcji w Unii Europejskiej, małżeństwa osób tej samej płci w Turcji, anty-dyskryminacyjne prawo wobec osób LGBT, a także uznanie przez rząd Turcji do ludobójstwa dokonanego na Ormianach.
W 2013 lider partii, Selahattin Demirtaş, wezwał oddziały PKK do złożenia broni.